# Apu, a fergeteges (Így jártam anyátokkal)
Az Apu, a fergeteges az Így jártam anyátokkal című televízió-sorozat hatodik évadának tizenkilencedik epizódja. Eredetileg 2011. március 11-én vetítették, míg Magyarországon 2011. október 3-án.
Ebben az epizódban Barney végre találkozik az apjával, de a találkozás nem egészen úgy sül el, ahogy elképzelte. Eközben a többiek azon gondolkoznak, milyen olyan képességük hiányzik, amit felnőtt korukra meg kellett volna tanulniuk. 

## Cselekmény
Ted megmutatja a készülőben lévő házát a többieknek, és a terveit: arra gondolt például, hogy egy kosárpalánk jól mutatna a kertben. Barney szerint a házban sokkal inkább elférnének különféle szexuális játékok. Marshall és Lily ekkor félrevonják őt és elmondják neki, hogy igazából nem Ted háza miatt vannak most itt, hanem mert szerveztek neki egy közbelépést. Jövőbeli Ted elmagyarázza, miért volt szükség egy közbelépésre Barney érdekében. Minden néhány nappal korábban kezdődött, amikor mind összegyűltek Barneynál megnézni egy műsort. A tévé azonban elromlott, ezért Barney hívja az épület karbantartóját, hogy igazítsa azt meg egy csavarhúzóval. A többiek meg vannak döbbenve, hogy Barney felnőtt ember, és még egy csavarhúzót sem tud használni. Amikor csöngetnek, az ajtóban aztán nem a karbantartó áll, hanem Jerome Whittaker, Barney vér szerinti apja.
Később ők ketten lemennek a bárba, a többiek pedig a lakásban elmélkednek azon, hogy miről beszélgethetnek. Ted rájön, hogy Barney valószínűleg azért nem tud szerszámokat használni, mert nem volt ott mellette az apja, hogy megtanítsa. Robin rávilágít, hogy mindannyiuknak vannak olyan dolgai, amiket nem tudtak rendesen megtanulni (Ted nem tudja rendesen kiejteni a "kaméleon" szót, Robin pedig azt hiszi, hogy az Északi-sark igazából nem is létezik). Ekkor megérkezik Barney, aki örömmel újságolja, hogy nagyszerű estét töltöttek el együtt. Ugyanazokat az italokat szeretik, imádnak öltönyt hordani, nagyszerű sztorijaik vannak, és az apja is hatalmas csajozógép. A többiek figyelmeztetik, hogy ne lelkesedjen túlságosan, mert mivel Jerry kimaradt a fia életéből, ezért elképzelhető, hogy olyan dolgokat mond neki, amiket hallani akar.
Másnap a bárban kiderül, hogy Lilynek is van egy hiányossága: nem tud rendesen dobni. Ekkor megérkezik Jerry, és kétségbeesetten kérdezi tőlük, hogy nem tudják-e véletlenül, mi lett Barneyval, mert nem tudja őt utolérni telefonon. Kiderül, hogy az előző este igazából pocsék volt: nincs bennük semmi közös, és Barney szerint az apja unalmas életet él. Olyan rosszul sült el az este, hogy Barney nem is akar elmenni az apjáékhoz vacsorázni, hogy megismerje a családot. Jerry arra kéri a többieket, hogy győzzék meg Barneyt, hogy adjon neki még egy esélyt.
Erről szólna ez a közbelépés, mint kiderül, de Barney azt mondja, soha többé nem akarja látni az apját. Ekkor előlép Marshall, aki azt mondja, hogy ő már soha többé nem beszélhet az apjával, de Barney igen, és ragadja meg ezt a lehetőséget. Barney ennek hatására úgy dönt, mégis elmegy vacsorára. Megismeri a családot: Jerry feleségét, és a másik fiát, J.J.-t. Minden remekül megy, amíg Barney el nem kezdi piszkálni J.J.-t. Amikor megtudja, hogy a neve a Jerome Junior rövidítése, dühében és irigységből távozik. Ez idő alatt Marshall megpróbálja kiszedni a többiekből, hogy szerintük ő mit nem tudott megtanulni. Mivel egyikük se mond semmit, Marshall bevallja, hogy észrevette, hogy az apja halála óta túl kedvesek és megengedők vele, ezért egy ideje már olyan dolgokat csinál, amivel felbosszanthatná a többieket, ami mégsem sikerül. Azt mondja, hogy soha nem fog tudni továbblépni, ha nem kezelik a helyzetet normálisan. Ezért aztán a többiek elmondják a hibáit: nem tud kacsintani, gyógyszert bevenni, túl sok tejet ad a müzlihez, és az övét is rosszul veszi fel.
Jerry Barney után megy, aki éppen próbálja a ház előtti kosárpalánkot leszerelni. Barney azt mondja, hogy nem igazság, hogy J.J. megkapott mindent az életben: szerető családot és egy apát, és ezért bosszúból elviszi legalább a palánkot. Azt is elmondja, hogy az apja unalmas, de bántja, hogy ha már csak egy külvárosi vezetésoktató lett az apjából, miért nem az övé lett? Jerry elnézést kér, bevallja, hogy hibázott az életében, de nem tudja, hogyan tehetné jóvá. Mivel Barney csak szerencsétlenkedik, bemegy a házba, hoz egy csavarhúzót, és megmutatja Barneynak, hogy szedheti le a palánkot. Mielőtt Barney távozna, Jerry még egyszer bocsánatot kér és azt mondja, sajnálja, hogy kimaradt az életéből, de örömmel lenne a része, ha Barney készen áll rá.
Az epizód végén megérkezik Barney a palánkkal, amit felajánl Tednek, a többiek pedig megvigasztalják.

## Kontinuitás
- Barney korábban egészen sokáig azt hitte, hogy Bob Barker az apja. A "Természettörténet" című részből tudta meg, hogy az igazi apja Jerome Whittaker, akit Jerry bácsiként ismert. Az "Utolsó szavak" című részben határozta el, hogy találkozik vele.
- Ismét közbelépést szerveznek.
- Barney Glen McKenna whiskyt rendel az apjával.
- Ted háza, amelyet először "A házbontás" című részben láthattunk, most visszatér.
- Marshall az apja autóját vezeti. Ő és Ted "A kétségbeesés napja" című részben jöttek vissza a városba.

## Jövőbeli visszautalások
- Barney a "Reménytelen" című részben rendezi a viszonyát az apjával.
- Jerome megemlíti, hogy van egy lánya, Carly, amit most nem látunk, hanem majd csak "A gyűrű ereje" című részben jelenik meg.

## Érdekességek
- Barney azt állítja, hogy a 12H lakásban él. Azonban a "Skótdudások" című részben az alatta lakó címe 12B volt. Egymás alatt-felett lakó szomszédok esetében a megjelölésnek egyeznie kellene (B vagy H), és az emeletszám sem stimmel.
- Amikor arról beszélnek, hogy Lily nem tud célozni, Marshall azt mondja, hogy a lakásukban sem ő az, aki a padlóra pisil. Ugyanakkor a "Téves riasztás" című részben amikor Marshall megkérdezi, hogy a nők tudnak-e célbapisilni, Lily cinikusan visszakérdez, hogy vajon a férfiak tudnak-e, mert neki kell kétnaponta felmosnia.
- Jerry a legelső jelenetét kivéve minden alkalommal tejet iszik.